# Manušice
Manušice (německy Manisch, též v 19. století lidově Mohnsch) je jednou z částí města Česká Lípa. Leží severně od České Lípy v nadmořské výšce 245 metrů. Je zde evidováno 49 adres s 84 trvale žijícími obyvateli. Rozloha katastrálního území Manušice činí 1,99 km². Okrajem vesnice protéká říčka Šporka.
V roce 1407 je ve vsi zmíněn poplužní dvůr a v roce 1615 mlýn s pilou. Pobělohorský konfiskát panství Horní Libchava i s Manušicemi získal Maltézský řád (nyní Suverénní řád Maltézských rytířů), v jehož držení se ves nacházela více než 300 let. V roce 1878 se Manušice staly samostatnou politickou obcí s farní správou v Horní Libchavě, kam byly až do konce druhé světové války též přiškoleny. Po první světové válce se zcela německy osídlená obec přihlásila k provincii Německé Čechy a po Mnichovské dohodě připadla k Německé říši.
Většina německého obyvatelstva byla ze svých domovů odsunuta ještě před začátkem Postupimské konference, teprve pak pokračovaly organizované transporty do americké okupační zóny a následně sovětského okupačního pásma v Německu, které byly ukončeny v listopadu roku 1946. Téměř souběžně začalo osídlování obce převážně českým obyvatelstvem z vnitrozemí. Po komunistickém únorovém puči a následných volbách do Národního shromáždění dokončila KSČ svůj plán znárodnění průmyslu a kolektivizaci venkova. V roce 1979 zrušilo ministerstvo dopravy provoz na dráze Česká Kamenice – Česká Lípa a v roce 1980 zanikl MNV.
Po roce 1989 se obec, ležící v CHKO České středohoří, v CHOPAV Severočeská křída, v blízkosti EVL Manušické rybníky a s napojením na pěší a cyklistické trasy, jejichž hlavní páteř tvoří cyklostezka Varhany na zrušené železniční trati, profiluje jako rekreační část města Česká Lípa. V roce 2012 proběhla za pomoci místního „Sdružení za rozvoj obce Manušice” a spolku Drobné památky severních Čech rekonstrukce kaple Nanebevstoupení Páně.

## Název
Název vesnice Manisch je tvořen genitivem pravděpodobně lokátorova osobního jména  Mani (česky Manišovo, Maniše, Manuše od Emanuel), které se vyskytuje již v 8. století, u Tacita je to např. Manus, v pramenech Kladrubského kláštera v roce 1115 je zmíněn kněz Mane, další Mania v roce 1186 a v roce 1115 znovu Man. Osobní jméno  Mani tvoří taktéž slovní základ názvu vsi Maniowitz (Manowic, Maňovice). Ves Haidel (Heidl, Haydl u Hodňova/Honetschlag) se do 16. stol. nazývala Maniawa (Manni-Au, česky Maňávka).

## Nejstarší historie
Jindřich z Lipé prodal své panství s hradem Lipý roku 1319 Berkům z Dubé, kteří ho drželi až do husitských válek. V roce 1407 je v těsné blízkosti državy pánů z Klinštejna zmiňován poplužní dvůr „Hanusse de Manussicz dictus Swab” (Hanuše z Manušic zvaného Šváb), který nechal 20. února manželce Jitce (Gytcze) zapsat na svém dědictví v Manušicích / Manussiczycb 100 kop grošů věnné zástavy, pod podmínkou, že po jeho smrti může býti odtud vyplacena jeho dědici. Dědictví sestávalo z poloviny poplužního dvora, poloviny rustikálních dvorů s platy, poli, vodami a vším, co k tomu patřilo. Hanuš obdržel Manušice pravděpodobně jako královské léno, což později způsobilo spor mezi Janem z Homberga a Čeňkem z Klinštejna na Škvorci, purkrabím Pražského hradu. Po smrti vdovy Jitky zdědil poplužní dvůr její syn Johann Swab (česky Jan Šváb), který jej totiž prodal Janovi z Homberga.
...poněvadž Jitka v svém vdovství na tom statku sirotčiem a na svém věně seděla a odtud se nehýbala, stavu svého neproměnivši i ni k tomu věna toho nezavadivši a potom po jejie smrti Johann Swab, syn její, prodal jest Janovi z Homberga, neb jest toho moc měl a na krále ten statek jest nepřipadl, než na děti jejie jakožto na dědice, a vedle toho páni dávají Janovi z Homberga tudiež v Manušicích, což se toho věna dotýče, za právo obdržené.
Staré písemné památky české i moravské, sebrané z archivů domácích i cizích
V roce 1454 těmito statky obdaroval český král Ladislav Pohrobek za věrné služby Čeňka z Klinštejna, proti čemuž Jan z Homberga podal odpor. Roku 1444, po lužicko-vartenberské válce, získal panství s hradem Lipý Jindřich Berka z Dubé a Lipé, které po jeho smrti v roce 1459 drželi v nedílu Jindřichovi synové Jaroslav, Jiří, Jan a Petr. Díl Jiřího zahrnoval: v Lipém čtvrť u brány zvané Svatokřížská s předměstím Svatokřížským, poplužní dvůr v Manušicích, lesy „Langenauer Wald” (Skalický les) a „Wald Scheibe” (les Okrouhlá), vsi Kozly, Robeč, Písečná a Dobranov, dále Jablonné v Podještědí s obcemi Markvartice, Česká Ves a Křižany a ves Ledce (Lodce, zaniklá ves), s leníky Petrem z Rožan a Hanušem z Útěchovic. V roce 1502 nastalo mezi Petrem, Jiřím, Janovým synem Václavem a Jaroslavovými syny Adamem a Zdislavem dělení Berkovského dominia.
Synové Jiřího Berky z Dubé záhy část dílu i s poplužním dvorem v Manušicích prodali pánům z Vartenberka (Jan z Vartenberka, po té syn Prokop s chotí Annou ze Sahlhausenu), kteří zde na svém hornolibchavském panství pravděpodobně zbudovali mlýn nazývaný Schleifmühle. V roce 1543 koupil tento díl panství od Anny ze Sahlhausenu Václav z Vartenberka.
Panství Nový Zámek (Neuschloss) a Lípa Česká (B. Leipa), k nimž náležel též čtvrtý díl zámku Lipého a čtvrt města s předměstím Svatokřížským, čtvrt vsi Stračí s vinicemi a vsi Kozly (Kosel), Robeč (Robic), Ledce (Lodce, zanikla). Písečná (Piessnig), Manušice (Manisch), Šejba (Scheibe) a Nová Skalice i s robotami viničnými ze vsi Štřížovic; rybníky Horečky, Ledecký, Červený, u Manušic šest rybníků, Robecký, Franty; lesy Skalici a Šejba řečenými, se vším příslušenstvím, jak je Václav z Vartenberka od Anny ze Solhauzu, roz. Berkové, léta 1543 koupil.
Dějiny konfiskací v Čechách po r. 1618, Jan Jiří, svob. pán z Vartenberka
Roku 1615 prodala Dorothea Berka, rozená z Vartenberka, Heinrichovi Penzigovi von Penzig: Horní Libchavu, 1 sedláka v Jägersdorfu, Dolní Libchavu, část Sonneberku a v Manušicích jeden mlýn s pilou. Po bitvě na Bílé hoře přešly konfiskáty bývalé vartenberské državy do rukou Albrechta z Valdštejna, ten správu panství přesunul na Nový Zámek (Neuschloß) v nedalekých Zahrádkách, hornolibchavské panství do rukou Maltézských rytířů se sídlem na zámku v Horní Libchavě. Část obce s několika statky po levé straně Šporky tak spadala k panství Nový Zámek (Herrschaft Neuschloß), jež 2. června 1654 získali sňatkem Kounicové (Wrbna-Kaunitz-Rietberg-Questenberg und Freudenthal), větší část obce po pravém břehu k panství Horní Libchava (Herrschaft Oberliebich).

## Rakousko-Uhersko
V roce 1878 se stala ves Manušice, do té doby součást obce Horní Libchava, samostatnou politickou obcí s katastrem 172,47 ha. V roce 1908 zde žilo ve 35 staveních 170 německých obyvatel. Část obce nesla název „Sandhübel” (Písečný vrch) a polní tratě: Teichflur (nyní Mezi rybníky), Sandflur, Bergflur. Hlavní obživu nacházeli místní obyvatelé v polním hospodářství a v chovu dobytka, na začátku 19. století se někteří zabývali broušením skla (na vodní pohon „Glassschleifer”, na šlapací pohon „Glaskugler”). Mezi vyhlášené kuliče (Glaskugler) patřil Franz Kreibich. Na začátku 20. století se ve vsi nacházeli malíři skla. Další obživu nabízel mlýn s pilou. Významnými sklářskými obchodníky se stali Anton Driesel v Lisabonu a Vinzenz Anders v Bilbau (patřící k obchodní firmě Jirschick u. Sohn ze Slunečné).
Manušicemi protékal potok Rohnbach, který před obcí nesl název Šporka a u vsi Josefsdorf (po roce 1945 Svobodná Ves) přijímal potok Rehbänkenbach (potok Rebenka). Panské rybníky se nacházely v pachtu. Manušicemi vedla nejprve stará cesta, která se před vsí rozdvojovala směrem na Slunečnou a na Skalici. Od třicátých let 19. století obcí procházela okresní silnice z Horní Libchavy do Skalice a od roku 1886 do ní za obcí ústil nový úsek poštovní cesty z Častolovic do Manušic. Poštu obstarával jednou denně poštovní úřad v České Lípě.
Dne 29. srpna 1903 byl zahájen provoz na lokální železniční trati Č. Lípa-Kamenický Šenov se stanicemi v okrese Česká Lípa: Česká Lípa – městský park, Horní Libchava a Volfartice a zastávkami: Manušice a Nová Ves. Zdravotní službu zajišťoval nejprve doktor ve Volfarticích a po vytvoření zdravotního obvodu „České Lípa - venkov” s obcemi: Dobranov, Heřmaničky, Lada, Dubice, Sosnová s Lesnou (nyní zaniklá obec), Dolní Libchava, Horní Libchava, Manušice, Písečná a Špičák, Častolovice, Veselí a Brennský mlýn, obvodní lékař v České Lípě.
Na starém hřbitově v Horní Libchavě pohřbívaly též obce Manušice, Častolovice a Pihel. V roce 1877 si Častolovice a Pihel vybudovaly nový společný hřbitov, v roce 1904 na bývalém Šibeničním vrchu Horní Libchava a na jihovýchodním konci vsi při železniční trati i obec Manušice. Vznik manušického hřbitova připomíná datace na hlavním hřbitovním kříži. V roce 1910 si místní obyvatelé vystavěli vlastní kapli zasvěcenou Nanebevstoupení Páně (Kapelle zu Ehren der Himmelfahrt Christi). Přifařena se 182 katolíky a přiškolena zůstávala do Horní Libchavy, kde děti navštěvovaly od roku 1876 novou školní budovu.

### Povoznictví Trauschke a Fritschel
V roce 1915 daroval Josef Trauschke z Manušic spolku Nordböhmischer Exkursions-Klub pro Vlastivědné muzeum v České Lípě starou olejomalbu s velkým bílým nápisem „Kommerzial Fuhrwerk des Anton Fritschel aus Manisch” (Obchodní povoznictví Anton Fritschel z Manušic), pod kterým byl vyobrazen zájezdní hostinec v Podolci pod hradem v Jestřebí z roku 1852. Naproti hostinci malíř zachytil již v roce 1915 neexistující mýtný domek, směrem do kopce na Dubou ujíždějící naložené formanské povozy (čtyřspřeží a dvojspřeží), větrný mlýn na náhorní plošině Pavlovic a krajinu Českého středohoří. Povozy a koně si nechal majitel povoznictví vymalovat do nejmenšího detailu. Oba vozkové byli oblečeni do modrého kabátu s červeným šátkem kolem krku, na hlavě nesli slamák. V dědictví po posledním formanovi Christianovi Kramerovi z Jägersdorfu (čp. 33) se nacházela obdobná již velmi vybledlá fotografie s nápisem „Glasfuhrwerk des Anton Fritschel in Manisch 1869” (Sklářské povoznictví Anton Fritschel). Formani dováželi pro sklárny v Boru a okolí surové sklo z Jihlavy, Nymburka a Chrudimi. Z Boru pak hotové sklo k železnici do Kolína. Jiní zajížděli do Děčína. Christian Kramer jezdil pro povoznictví (Trauschke a Fritschel) v Manušicích. Formanů existovala po okolí celá řada. Po vybudování dráhy převzaly zasilatelskou službu špeditérské firmy.

### Spolky
Od roku 1887 se manušičtí řemeslníci sdružovali ve Smíšeném živnostenském družstvu se sídlem v Horní Libchavě. Rok 1897 přinesl založení družstevního Spořitelního a záložního spolku (Raiffeisenscher Spar- und Darlehenscassenverein Oberliebich) pro obce Horní Libchava, Dolní Libchava, Manušice a Častolovice se sídlem v Horní Libchavě a dělnicko-vzdělávacího spolku Bratrství pro obce Častolovice a Manušice. Se spolkem Nordböhmischer Exkursions-Club (Severočeský exkurzní klub) aktivně spolupracoval Josef Simm, starosta obce. V dubnu roku 1898 potvrdilo c. k. státní zastupitelství v Praze stanovy spolku německých dobrovolných hasičů s 34 členy pod velením Josefa Rongeho.

### Stará cesta přes Manušice
Vzpomínku na pravděpodobně jednu z nejstarších cest tzv. Steinweg (česky kamenná cesta) zaznamenal v roce 1899 Joseph Simm, člen spolku Nordböhmischer Exkursions-Club. Cesta vedoucí z Lípy se před Horní Libchavou na pravé straně odpojovala a pokračovala (nyní úsekem bývalé polní cesty do Manušic) kolem Löhnertova kamenného kříž a Hankeho dřevěného kříže a před vsí se rozdvojovala. Na Slunečnou a dál k Diebsstraße (spojující Frýdlant s Chebem) procházela za vsí úvozem mezi staveními čp. 13 a čp. 14 (již neexistují). Vozkové s těžkými vozy tudy projížděli často z důvodu, že se v Horní Libchavě museli potýkat s velkou vodou. Cesta směrem na Skalici vedla mezi staveními čp. 23 a čp. 24 (již neexistuje) a brodem přes Šporku kolem Schenkova valu při statku Franze Löhnerta (čp. 22 již neexistuje) do Skalice a za domy kolem starého soudu dál do Boru.

### Edelhof
Pozemky pobělohorského konfiskátu bývalého poplužního dvora Hanuše Swaba byly novým majitelem rozparcelovány. Dvůr se nacházel v místě statku čp. 22, jež na začátku 19. století držel Anton Kreibich († 1817), po něm Franz Löhnert (manželka Anna Maria). Anna Löhnert, dcera Franze Löhnerta, se v roce 1900 ve svých 24 letech provdala za Albina Ullmanna (nar. 1875, syn Eduarda Ullmanna). Manželé Ullmannovi vlastnili před druhou světovou válkou oba největší statky směrem na Skalici a Častolovice, tehdy čp. 21 a čp. 22. Na statku čp. 21 provozovali až do konce druhé světové války chov býků. V 19. století se při rušení navezeného valu našly zbytky zdiva spojeného maltou a mnoho starých střepů z kuchyňského nádobí, dále na dně vypuštěného Löhnertova rybníka dláždění staré cesty. Statek byl pro svoji historii poplužního dvora nazýván Edelhof (česky šlechtický dvůr). Oba statky čp. 21 a čp. 22 byly po kolektivizaci v držení jednotnéh zemědělského družstva a Státního statku a v důsledku jejich špatného stavu demolovány (čp. 21 jako brownfield po roce 1989).

### Mlýn
První písemná zmínka o panském mlýnu v Manušicích, snad založeném v 16. stol. Vartenberky v návaznosti na Manušické rybníky, pochází z roku 1615, kdy je při odprodeji panství pánům z Penzigu zmíněn mlýn s pilou v Manušicích. Při obilném mlýně byla provozována pravděpodobně i brusírna a snad i výroba papíru. Ještě na začátku 20. století byl mlýn označován jako Schleifmühle (též Papier-Schleifmühle). V 17. a 18. století v matrikách zaznamenaný mlynářský rod Tammů pocházel pravděpodobně z Merseburku, kde stával v 17. století. na vedlejším rameni řeky Sály u městských hradeb mlýn pojmenovaný podle mlynáře Tamma, tzv. Tamm-Mühle. Mlýn nechal vystavět ještě před reformací v roce 1515 tamní biskup Adolf, kníže von Anhalt-Zerbst. Posledním z rodu byl na mlýně mlynářský mistr Josef Tamm, který se oženil s dcerou skláře Josefa Jirschika ze Slunečné (čp. 1). Po něm držel mlýn krátce mlynářský mistr „Raimund Weikert”, po jehož smrti (někdy kolem roku 1863) ho manželka Veronika prodala.
Dne 8. srpna 1864 si nechal mlynářskou živnost na manušickém mlýně u c. k. obchodního soudu v České Lípě zaregistrovat mlynář Raimund Wängert. Asi od roku 1869 nabízel mlýn k pachtu (mlynáři-pachtýři Franz Pelikan, po něm Franz Springer). V červenci roku 1872 nabídl mlýn k prodeji:
Prodej mlýna - mlýn čp. 1, na příhodném místě pro mletí i na dřevo, vhodný pro zbudování průmyslového závodu, půl hodiny chůze od lidnatého města Česká Lípa, na výhodném místě při frekventované okresní silnici z České Lípy přes Horní Libchavu do Skalice, napájený potokem Rhonbach, s dvěma mlýnskými koly a pilou, stodolou, stájemi a 18 korci polí a luk, které se dosud nacházely v pachtu, je nabídnut k okamžitému prodeji. Více informací ústně nebo poštovní cestou u majitele Raimunda Wängerta č. 1 v Manušicích.
Prager Abendblatt
V roce 1875 se u okresního soudu v České Lípě zaregistrovala firma Franz Joseph Püsche, po něm v roce 1891 firma August Püsche. Obilní mlýn byl zrušen a přistavěna druhá pila (čp. 47). Syn August Püsche se věnoval již výhradně dřevařskému průmyslu. V květnu roku 1925 si nechal Karl Neuber, který se oženil s Annou Püsche (dcerou Augusta Püscheho), v obchodním rejstříku zaprotokolovat změnu názvu firmy z August Püsche na K. Neuber a v roce 1928 si na vlastní náklady zbudoval od železniční zastávky k pile obslužnou kolej. Po smrti majitele Karla Neubera byla v obchodním rejstříku v roce 1929 provedena změna: Majitel Josef Neuber, mlynář z Manušic, nájemce. Prokurista privátní úředník Albert Stock z Manušic.
V roce 1946 se stal národním správcem mlýna Václav Tesárek, který byl zbaven právní zodpovědnosti a převezen do psychiatrické léčebny. Mlýn obdržel do národní správy v roce 1947 Jan Oliva s manželkou Miluší z Velemyšlevsi na Žatecku, kde byla rozpuštěna Vojenská skupina Žatec, tvořena reemigrujícími volyňskými vojáky 1. čs. armádního sboru. V únoru 1948 komunisté pilu s mlýnem znárodnili. Ještě v letech 1951–1952 se ve mlýně mlelo. Na pile probíhala výroba beden asi do roku 1962. Areál byl v majetku JZD. Od roku 1964 objekt využíval Svazarm a MNV Manušice (po roce 1974 Jednota Nový Bor). V roce 1964 prošel mlýn s pilou přestavbou, při níž bylo technické vybavení záměrně ničeno a odvezeno do kovošrotu. V roce 1969 byla zrušena obslužná kolej k pile. V 90. letech 21. století stát zdevastovaný majetek v rámci probíhajících restitucí Olivům navrátil.[zdroj⁠?!]
V současnosti[kdy?] patří k objektu bývalého mlýna (čp. 1) zastavěná plocha a nádvoří, rybník, lesní pozemek, orná půda, sportoviště a rekreační plocha, zahrada, trvalý travní porost a louky, manipulační plocha.  Objekt čp. 47, který býval součástí mlýna s pilou a do něhož Svazarm umístil střelnici, vlastní Sportovně střelecký klub Manušice.

## Československá republika
Vznik nové Československé republiky a odtržení od Rakouska nepřivítalo německé obyvatelstvo s nadšením a zřízením provincie Německé Čechy se přihlásilo k Německému Rakousku. Povstání v severních Čechách bylo potlačeno a v roce 1919 potvrdila Saintgermainská smlouva příslušnost území k Československu. V roce 1935 čítala obec 212 německých obyvatel a 1 obyvatele české národnosti ve 42 staveních. Starostou obce (Gemeindevorsteher) byl zvolen Lehmann Josef (čp. 17) a místostarostou Gürtler Ernst (čp. 8). V obci se nacházela železniční zastávka na trati Česká Kamenice - Česká Lípa, pošta v České Lípě, škola v Horní Libchavě. Římskokatolická farnost Horní Libchava spravovala kapli Nanebevstoupení Páně s 205 katolíky (2 evangelíci, 2 jiného vyznání, 4 bez vyznání).
Předsedou Světelného družstva pro elektrifikaci obce byl zvolen Ronge Franz. Po odtržení od rakouských centrál museli hasiči zřídit nový československý svaz Deutscher Reichsverband für Feuerwehr- und Rettungswesen, pod nímž nadále působil manušický spolek německých dobrovolných hasičů (Freiwillige Feuerwehr), dále v obci vznikla místní skupina Německého kulturního svazu, místní skupina německého Svazu zemědělců a od března roku 1937 místní skupina Svazu Němců (Bund der Deutschen).
 Po Mnichovské dohodě, odstoupení pohraničních území a zřízení Říšské župy Sudety (Reichsgau Sudetenland) se Manušice staly součástí Třetí říše.

### Průmysl a živnosti
- Mlýn (Mühle), pila (Brettsäge) a obchod se dřevem (Holzhandel); Neuber Karl čp. 36 a čp. 1
- Hostinec (Gasthaus) s trafikou (Tabaktrafik); Zinke Wilhelm a Marie čp. 4, Ronge Franz čp. 10 (rok 1924), později Ronge Franz čp. 4 (rok 1935)
- Kulič skla (Glaskugler); Gürtler Ernst čp. 8 (rok 1924)
- Obchod se smíšeným zbožím (Gemischtwarenhandlung); Schneider Franz čp. 31 (rok 1935)
- Obchod s mlékem (Milchhandel); Ronge Marie čp. 28
- Včelař (Imker); Bienert August čp. 6 (rok 1924)
- Nákup a prodej surových kůží; Scholze Josef čp. 2 (rok 1924)
- Malíř pokojů (Zimmermaler); Knobloch Franz čp. 9 (rok 1924)
- Truhláři (Tischler); Bürgemeister Heinrich čp. 35; Heide Ernst čp. 27 (nyní čp. 3)[28][pozn. 7][44]

## Třetí republika a ČSSR
Po prvních dvou dekretech prezidenta Beneše (č. 27/1945 Sb. ze dne 17. července 1945, č. 28/1945 Sb. ze dne 20. července 1945) probíhalo oficiální osídlení sudetského území, jímž byly pověřeny centrální organizace „Ústřední komise pro vnitřní osídlení” a „Osidlovací úřad”. Okresní osidlovací komise v České Lípě kooperovala s Okresním národním výborem a na nejnižší úrovni s Místním národním výborem v Manušicích, který v obci vznikl po odsunu německého obyvatelstva roku 1945. V letech 1945–1946 probíhala kolonizace zdejšího území samovolně, v letech 1947–1950 už jako státem řízená. Stát se snažil zajistit v obci nejprve největší průmyslové a zemědělské podniky, tedy pilu, mlýn a velké statky, kam dosazoval národní správce.

### Odsun německého obyvatelstva
Z rozkazu podplukovníka Františka Vovesa, velitele 8. pěšího pluku, mělo dojít k tzv. „vyčištění” prostoru sahajícího od České Lípy přes Doksy až po Kuřívody, tedy i katastru obce Manušice. Dne 15. června 1945 v pět hodin ráno dorazily ozbrojené jednotky do obce. Vyhnání německých žen, dětí a starců se odehrálo ve třech etapách. První „trek” postihl nejmajetnější sedláky. Vyhnání mělo pokaždé stejný průběh: nástup vybraného obyvatelstva před hostincem, odevzdání cenností, dokumentů a všech klíčů od usedlostí, následný pochod v rychlém tempu na nádraží v České Lípě, šacování jediného osobního majetku o váze 30 kg, transport v otevřených nákladních vagónech ke státní hranici, v nočních hodinách pak za střelby, řevu, pohánění a bití pěší přechod hranice do sovětské okupační zóny v Německu. Ernst Hofmann, který byl takto se svou rodinou odsunut ve druhé etapě, popsal následnou cestu po území sovětské okupační zóny. Nejprve se skupina 20-30 osob tísnila po několik dní v kůlně ve městě Sebnitz, odkud byla transportována v nočních hodinách po železnici přes města: Pirna, Dresden, Halle, Oschatz, Magdeburg až do Šlesvicka-Holštýnska. Přes den se transportní vlaky odstavovaly na vedlejší kolej. Strastiplná cesta rodiny Hofmannovy skončila 1. září 1945 u Severního moře na poloostrově Schwansen v obci Loose.

### Národní výbor a kolektivizace
Místní národní výbor Manušice sídlil v letech 1948–1970 ve mlýně čp. 1. Budovu využíval též místní sbor Československého svazu požární ochrany (složka Národní fronty), dále se zde nacházelo kino s veřejnou knihovnou, jež hrávalo o víkendu. Od roku 1952 začaly při místním národním výboru pracovat tzv. výbory žen (Československý svaz žen). V roce 1974 zřídila Jednota Nový Bor v budově mlýna hostinec a od roku 1975 započal místní národní výbor s rušením zde se nacházejícího kulturního sálu.
Po znárodnění konzumu na čp. 31 přemístil místní národní výbor prodejnu smíšeného zboží na čp. 43, tu pak provozovalo Lidové spotřební družstvo Jednota se sídlem v Novém Boru až do roku 1992.
MANUŠICKÁ PRODEJNA ČESKA LÍPA - Prodejna Jednoty Nový Bor v Manušicích se dočkala potřebné adaptace sociálního zařízení a současně stavebních úprav, sledujících soudobé prodejní nároky. Dům číslo popisné 43 dostane i novou fasádu a střešní krytinu.
Českolipský nástup: týdeník OV KSČ, 16.8.1984
Po komunistickém puči v únoru 1948 stát oddělil zemědělskou a lesnickou složku a státní majetek byl dále spravován jako Československé lesy a Československé statky. V roce 1950 bylo v Manušicích založeno jednotné zemědělské družstvo, které zabralo areál mlýna s pilou a pro kravín hospodářskou usedlost čp. 21 (nyní parcely 337, 338, 339, 61/13). V roce 1953 se na čp. 21 nacházela porodnice pro prasnice a vepřín. Sloučením JZD Volfartice, JZD Horní Libchava a JZD Manušice vzniklo v roce 1960 „JZD 8. březen Horní Libchava”. V roce 1962 bylo JZD 8. březen Horní Libchava začleněno do Státního statku Stružnice a v roce 1978 do Státního statku Cvikov. V roce 1990 byl Státní statek Cvikov veden jako státní podnik se zemědělskou výrobou, úpravou, zpracováním a prodejem zemědělských výrobků s přidruženou autodopravou.
Silnici Horní Libchava – Manušice – Častolovice opravovala Okresní správa silnic kolem roku 1970 a v červenci 1979 vydalo Federální ministerstvo dopravy rozhodnutí o zrušení osobní dopravy na dráze Česká Kamenice – Česká Lípa Střelnice v úseku Kamenický Šenov dolní nádraží – Česká Lípa Střelnice, čímž zanikla železniční zastávka v Manušicích. V roce 1980 proběhla integrace obce pod město Česká Lípa a MNV nahradil Občanský výbor č. 52 Manušice.
Vzhledem k tomu, že se velké zemědělské usedlosti, o které měly zájem JZD a Státní statky, nacházely mimo centrum obce, zachovalo si jádro obce původní urbanistický ráz. Demolice řízené státem, které probíhaly v padesátých až sedmdesátých letech, a následné bourání zničených objektů či jejich částí po roce 1989, postihly statky ležící po levé straně Šporky či podél jejího toku: po levé straně silnice do Častolovic zmizela usedlost čp. 22 (nyní parcela 48/1 v majetku Bohumila Hály z České Lípy), po levé straně silnice na Skalici čp. 21 (nyní parcely 337, 338, 339, 61/13). Na těchto parcelách (nyní ve vlastnictví Jiřího Baťka z Nového Boru) provozuje Antonín Beneš z České Lípy fotovoltaickou elektrárnu „FVE – Manušice”. Při Šporce zmizel statek čp. 24 (nyní st. parcely 3 a 28). Usedlosti čp. 19, čp. 17, čp. 16 pozbyly v důsledku zchátralých hospodářských budov svůj původní ráz.

### Výcvikové středisko Svazarmu
V roce 1951 zřídila komunistická vláda podle vzoru SSSR (DOSAAF) Svaz pro spolupráci s armádou (Svazarm), jehož úkolem bylo „zajištění řádné přípravy nejširších vrstev pracujícího lidu k plnění úkolů obrany vlasti, prohloubení jednoty pracujícího lidu s lidově demokratickou armádou, výchova pracujícího lidu k věrnosti ke spojeneckému svazku se Sovětským svazem a se státy lidové demokracie“. Na nejnižší úrovni Svazarmu fungovaly tzv. kluby a kroužky, skupiny a sportovní družstva, sdružená pod základní organizací Svazarmu, jež měly svůj vlastní výbor, předsedu, místopředsedu, jednatele, pokladníka, hospodáře, instruktory a vlastní členy. Někdy kolem roku 1964 vznikla pod Okresním výborem Svazarmu v České Lípě „Základní organizace Svazarm Manušice” (ZO SVAZARM Manušice) se střeleckou základnou, která využívala objekt čp. 47, navazující na areál bývalého mlýna. V 80. letech bylo v budově čp. 1 vybudováno výcvikové středisko Svazarmu pro Masově branné sportovní akce (ZO Svazarm Manušice MBSA).

## Vesnice po roce 1989
Vesnice je od roku 2004 napojena na vodovodní systém České Lípy, jehož majitelem je Severočeská vodárenská společnost a provozovatelem Severočeské vodovody a kanalizace. Odpadní vody jsou likvidovány v žumpách a vyváženy na ČOV Česká Lípa. Město Česká Lípa plánuje napojení na kanalizační systém v Horní Libchavě. Obec není plynofikována. Územní plán města Česká Lípa počítá se stavbou přívodního řadu plynovodu z STL – Skalice a s obchvatem silnice I/9 Nový Bor – Dolní Libchava přes kat. území Okrouhlá u Nového Boru, Arnultovice u Nového Boru, Skalice u České Lípy, Manušice, Horní Libchava, Dolní Libchava. Na Šporce v říčním 5,5 km je nad obcí Horní Libchava na katastru Horní Libchava navržena protipovodňová suchá nádrž nad zaústěním odpadu z Manušických rybníků. Od roku 1992 provozovala Miloslava Šimůnková prodejnu „Smíšené zboží” na čp. 43, od roku 1998 do roku 2011 pak v objektu bývalého hostince p. Rongeho na čp. 4 (Ronges Gasthaus, Manisch). V roce 2018 zahájila Božena Machačová na čp. 49 hostinskou činnost v „ Občerstvení U Kapličky”. Na katastru obce se nachází 7 rekreačních objektů. Správu nad Manušickými rybníky vykonává „Rybářství Doksy spol. s r. o.”, které je producentem a zpracovatelem ryb. Sportovní činnost na rybnících provozuje „Český rybářský svaz - Místní organizace Česká Lípa”. Místní hřbitov má ve vlastnictví město Česká Lípa (společně s pohřebišti Dolní Libchava, Žizníkov a Dobranov). Údržbu pohřebiště neprovádí obec, ale městem zaměstnaní pracovníci pro Veřejně prospěšné práce (VPP).

### Spolky
- Roku 1993 se z místní organizace Svazarm Manušice konstituoval spolek Sportovně střelecký klub Manušice, který v roce 2014 zakoupil dosud užívanou budovu čp. 47. Předsedou spolku byl zvolen v roce 2016 Aleš Stupka, tříčlenný kontrolní orgán tvoří Miroslava Kučerová, Anna Levová a Michaela Širlová. V roce 2017 zapsán pod názvem „ČSS, z.s. - Sportovně střelecký klub Manušice”.[77]
- Roku 1993 se bývalé MS Horní Libchava transformovalo na Myslivecké sdružení Zámecký vrch. V roce 2015 proběhla změna názvu na Myslivecký spolek Horní Libchava, sídlo Manušice čp. 46[78]
- V roce 2008 založili místní občané na obranu proti prodeji kaple Nanebevstoupení Páně „Sdružení za rozvoj obce Manušice”, sídlo Manušice čp. 20, které od roku 2016 funguje jako neoficiální seskupení zajišťující v obci uchování lidových tradic a společná setkávání během kalendářního roku.[79][80]
- V roce 1998 vzniklo neoficiální seskupení pod názvem Spolek přátel RC letiště Manušice.[81]

### Firmy
- Sportovně střelecký klub Manušice, Manušice čp. 47[82]
- KOVO-MAT.RECYCLING s.r.o., Manušice čp. 20[83]
- Šimůnek zámečnictví a prášková lakovna Kovolak, Manušice čp. 4 a čp. 29[84][85]
- RE-PRO, Manušice čp. 29[86]
- Ing. Zdeněk Čech, Manušice čp. 17[87]
- Oliva Slavomír, Manušice čp. 36[88]
- Oliva Jan zámečnictví, Manušice čp. 2[89]
- ANTBEN s.r.o., Antonín Beneš, sídlo Česká Lípa, Hrnčířská 768/91[90]
- Kučera Václav, obklady, dlažby, Manušice čp. 33[91]
- Občerstvení U Kapličky, Božena Machačová, Manušice čp. 49[92][93]

## Turistika a ochrana přírody
Na území vesnice zasahuje CHKO České středohoří a CHOPAV Severočeská křída a evropsky významná lokalita NATURA 2000 – Manušické rybníky (všivec mokřadní, tolije bahenní, kuňka ohnivá). Na tělese zrušené železniční tratě Česká Kamenice – Česká Lípa cyklostezka Varhany. Obcí též prochází zelená cyklotrasa č. 3054: Provodín – Veselí – Brennský mlýn – Vítkov – Česká Lípa – Horní Libchava – Manušice – Skalice – Okrouhlá – Nový Bor – Polevsko – Jedličná – Svor – U Antonína – Nová Huť, propojená s cyklostezkou Písečná. Pěší turistická modrá trasa č. 1673 Nový Bor – Česká lípa se před Manušicemi sbíhá s cyklostezkou Varhany, modré značení začíná na nádraží Česká Lípa-Střelnice, vede do Manušic a dále na Panskou skálu, v Dolní Libchavě začíná žluté značení směřující přes Horní Libchavu do Manušic a Nového Boru. V obci se nachází geocachingová schránka (cache, keška).

## Památky a zajímavosti

### Kaple Nanebevstoupení Páně
Kaple Nanebevstoupení Páně z roku 1910. V osmdesátých letech 20. století byla rekonstruovaná a využívaná pravoslavnou církví pro osídlence z Volyně. Kaple je majetkem města Česká Lípa, které provedlo v roce 2012 její rekonstrukci. Místní občané se o opravu dlouho zasazovali. Proti zamýšlenému prodeji městem v roce 2008 podepsalo 54 z 80 obyvatel Manušic petici. Za tímto účelem založili občanské sdružení „Za rozvoj Manušic”, které na rekonstrukci ve veřejné sbírce vybralo několik tisíc korun.

### Kamenná kaplička
Kapličku u cesty z Manušic do České Lípy nechal postavit někdy na začátku 19. století Franz Kreibich, majitel selského statku, postaveném na místě bývalého manušického manského dvora, jenž místní obyvatelé zvali Edelhof (před rokem 1945 čp. 22, nyní parcela 48/1). V šedesátých letech 20. století se již nacházela ve zuboženém stavu se zřícenou střechou a v roce 2002 se propadla i klenba. Město Česká Lípa zaplatilo opravu firmou STAVO a stavební práce v tom samém roce provedl ing. F. Bošek ze Staré Lípy. Pozdější poškození fasády a ohnutého kříže město ve výši 4000 Kč financovat odmítlo a opravy nechal na své náklady provést vlastním členem Kamilem Ešnerem z České Lípy spolek Drobné památky severních Čech.

### Kříž na kamenném sloupu bez nástavce
Klasicistní kovaný kříž na fundamentu z pískovcových štuků se nachází na levé straně silnice do Skalice a nese nápis: Errichtet Wenzel und Magdalena Fritsche im Jahre 1894. Opravu prováděl v rozmezí listopad 2004 – květen 2005 spolek Drobné památky severních Čech: Martin Mikolášek, Jiří Kühn a Miroslav Pröller a kovářské práce J. Polák z Dolní Libchavy, město Česká Lípa ji financovalo.

### Kříž na kamenném sloupu s jehlancovým nástavcem
Kovaný kříž na kamenném sloupu stojí asi 50 m severovýchodně od kaple na pravé straně silnice do Skalice za bývalým železničním přejezdem. Nápisové pole nese text: Zum frommen Andenken an den Erlosende zu seiner und seiner Mitt bruder Erba... Errichtet von Joseph Tamme aus Manisch 1830. V roce 1997 ležela rozbitá hlavice bez kříže u poškozeného sloupu. Oprava kříže od listopadu 2004 do dubna 2005 byla svěřena na základě výběrového řízení opět spolku Drobné památky severních Čech: Martin Mikolášek, Jiří Kühn a Miroslav Pröller a kovářské práce J. Polák z Dolní Libchavy. 
- Křížek z Manušic v zahradě Vlastivědného muzea v České Lípě (50.6856167N, 14.5345000E)[101]
- Křížek u bývalé polní cesty do Manušic (50.7147333N, 14.5159333E)[101]
- Socha sv. Jana Nepomuckého z okolí Manušic z roku 1712 stávala na soklu s nápisem, jež uváděl, že sochu pořídil Kryštof Dickel z Libchavy, v roce 1938 byla restaurována, v průběhu 70. let 20. století zničena, nyní se její torzo nachází v klášterní zahradě v České Lípě (50.6855333N, 14.5342500E).[101]
- Morový sloup se sousoším Nejsvětější Trojice nechal postavit Hans Georg Kreibich v roce 1734. Původně byl umístěn u rozcestí Manušice-Častolovice. Zde se nacházel neporušený až do 80. let 20. století, kdy byl poražen projíždějícím traktoristou a poničen. Po další autonehodě byl poničený odvezen. Dochované malé torzo z něj je umístěno v klášterní zahradě v České Lípě (50.6857333N, 14.5345500E). Památkově chráněn byl od 3. 5. 1958.[102][101][103][104]
- Památný buk u Manušic, na severozápadě Manušic, obvod kmene 399 cm (50.7174733N, 14.5064092E)[105][106]
- Památný dub u Šporky na katastru Horní Libchavy, nedaleko Manušických rybníků (50.7096444N, 14.5092758E)
- Manušické rybníky

### Bouřkové kuličky
Už v druhé polovině 19. století se geologové zajímali o limonitové kuličky, vyskytující se na polích mezi Horní Libchavou a Manušicemi směrem ke Slunečné. Místní obyvatelstvo je nazývalo „bouřkové kuličky” (Gewitterkugeln, též Sandkugeln), jelikož se objevovaly v hojném množství zejména po bouřkách, kdy voda odplavila zeminu z polí. Jejich výskyt na Českolipsku popsal Med. Dr. Cajetan Watzel, předseda spolku Nordböhmischer Exkursions-Club a c. k. gymnaziální profesor v České Lípě. Zájem veřejnosti vzbudily zejména poté, co podobné kuličky nasbíral na Liberecku korunní princ Rudolf. Z vědeckého hlediska se o ně zajímal německo-rakouský geolog Dr. Ferdinand von Hochstetter (1829–1884), ten je nazýval „Knallkugeln” nebo také „Knallsteine”, jelikož některé po vhození do ohně bouchaly. Na začátku 20. století zveřejnil rakouský geolog Hermann Veit Graber (1873–1939) o jejich vzniku geologicko petrografickou zprávu: Gewitterkugeln" nebst einer Theorie ihrer Bildung (r. 1904). Bouřkové kuličky budí zájem i v současnosti. Zajímala se o ně též NASA. Tomáš Malý, geolog z českolipského muzea, pro Českolipský deník uvedl:
Proč jsou tyto útvary tolik unikátní? Jak na Marsu, tak na Zemi vznikaly tyto kulovité útvary v hornině, a to pohybem vod bohatých na železo. Dnes se tato skutečnost všeobecně přijímá, ale v roce 2004, kdy byly konkrece objeveny na Marsu, to dokazovalo, že na této planetě musela před stovkami milionů let být voda v kapalném stavu. Objev byl učiněn sondami Opportunity a Spirit.
Bouřkové kuličky jsou důkazem života ve vesmíru, Českolipský deník